# Teixidor republicà social
El teixidor republicà social (Philetairus socius) és un ocell de la família dels ploceids (Ploceidae) i única espècie del gènere Philetarius Latham, 1790 

## Hàbitat i distribució
Habita estepes i sabanes àrides d'Àfrica Meridional, a Namíbia, sud-oest de Botswana i nord de Sud-àfrica.